# Радивой Петерлин
Радивой Петерлин-Петрушка (словен. Radivoj Peterlin-Petruška; 28 січня 1879 — 21 червня 1938) — словенський поет, письменник, мандрівник, публіцист і перекладач.
Поет словенського модернізму (вірші у збірці V stari cukrarni). Пройшов майже всю Європу пішки чи на велосипеді. Особливо довго, близько семи років, пробув у царській Росії. Петерлин писав вірші про втрачене кохання та молодість, про мотиви подорожей, про настрої неспокійного мандрівника та про самотність. Опублікував кілька поетичних збірок: Po cesti in stepi (1912), Znamenje (1925), Popotne pesmi. Він також видав буклет із перекладами слов'янських народних пісень «Слов'янська ліра» (1904). Він описав і опублікував свої подорожі в Літописі Агасфера. K matjuški Rusiji (Любляна, 1936).